# Hanna Hedlund
Hanna Kristina Hedlund (geboren op 24 januari 1975 in Bollnäs) is een Zweedse zangeres.
Ze is de zus van zangeres Lina Hedlund en is getrouwd met Martin Stenmarck, die Zweden vertegenwoordigde op het Eurovisiesongfestival 2005. Ze hebben twee kinderen.
Hanna nam deel aan Melodifestivalen 2000 met het lied Anropar försvunnen en werd achtste. Twee jaar later nam ze samen met haar zus Lina deel met het lied Big Time Party en werd negende.

## Weblinks
- Hanna Hedlund